# 国富カートランド
座標: 北緯32度0分7.90秒 東経131度21分34.88秒 / 北緯32.0021944度 東経131.3596889度
国富カートランド(くにとみカートランド)は、宮崎県国富町に存在したミニサーキット。地元企業である山本自動車修理工場の一事業であるレーシングファクトリーヤマモトが1983年に設立し運営を行っていた。
全長600mでカート専用として作られたが、カート人口の減少のためジムカーナやドリフトなどの4輪或いは2輪にも開放している。ドリフトコンテスト（国富ドリコンシリーズ）が行われ、利用者が増えていた。
2019年末で閉鎖され、現在は営業していない。

## コース
- 全長：600m
- 最大直線：120m
- 幅員：8m

## 所在地
- 宮崎県東諸県郡国富町大字木脇

## 営業時間
- 10:00～16:00
- 月曜定休（祝祭日は除く）

## アクセス
- 東九州自動車道西都ICより約30分